# Marockos fotbollsförbund
Marockos fotbollsförbund, (arabiska: الجامعة الملكية المغربية لكرة القدم, berber: ⵊⴰⵎⵄⵉⵢⴰⵜ ⵏ ⵜⴰⴳⵍⴷⵉⵜ ⵏ ⵍⵎⵖⵔⵉⴱ ⵏ ⵜⵛⴻⵎⴰ, franska: Fédération royale marocaine de football), är ett specialidrottsförbund som organiserar fotbollen i Marocko.
Förbundet grundades 1955 och gick med i Caf 1959. De anslöt sig till Fifa år 1960. Marockos fotbollsförbund har sitt huvudkontor i staden Rabat.